# Argentina en la Copa Mundial de Fútbol de 2002
La selección de Argentina fue uno de los 32 equipos participantes en la Copa Mundial de Fútbol de 2002, torneo que se llevó a cabo del 31 de mayo al 30 de junio en Corea del Sur y Japón.
Fue la decimotercera participación de Argentina, que formó parte del Grupo F, junto a Inglaterra, Nigeria y Suecia, todos los partidos del grupo se desarrollaron en Japón.
Argentina clasificó nuevamente a una Copa Mundial de Fútbol, en esta ocasión, por octava vez consecutiva. Cabe destacar que en la fase clasificatoria, el combinado argentino clasificó sumando 43 puntos, 12 más que el segundo, Ecuador, con un solo partido perdido y siendo el segundo equipo menos goleado, apenas igualado con Colombia (15 goles en contra).
Ese excelente desempeño, además de la gran generación de futbolistas con la que contaba para la época, le dio a Argentina el rótulo de favorito para alzarse con la Copa Mundial por tercera vez. No obstante, la historia fue otra.
El debut ante Nigeria en Ibaraki fue un apretado triunfo sobre Nigeria 1:0. El segundo partido fue ante Inglaterra, reviviendo una vieja rivalidad. El partido fue para los británicos por 1:0. El cierre del grupo fue ante Suecia, Argentina necesitaba ganar para seguir en el Mundial. Por ende, el empate 1:1 significó la eliminación del Mundial. Algunos de los sparrings llamados para entrenar con los convocados fueron Gonzalo Rodríguez, Leandro Fernández, Javier Mascherano, Leonardo Pisculichi, Osmar Ferreyra, Gastón Fernández, Nicolás Medina, Carlos Tévez, Mariano González. Andrés D'Alessandro y Pablo Zabaleta.

## Clasificación

### Tabla de posiciones
| Pos. | Selección | Pts | PJ | PG | PE | PP | GF | GC | Dif. |
| ---- | --------- | --- | -- | -- | -- | -- | -- | -- | ---- |
| 1.   | Argentina | 43  | 18 | 13 | 4  | 1  | 42 | 15 | 27   |
| 2.   | Ecuador   | 31  | 18 | 9  | 4  | 5  | 23 | 20 | 3    |
| 3.   | Brasil    | 30  | 18 | 9  | 3  | 6  | 31 | 17 | 14   |
| 4.   | Paraguay  | 30  | 18 | 9  | 3  | 6  | 29 | 23 | 6    |
| 5.   | Uruguay   | 27  | 18 | 7  | 6  | 5  | 19 | 13 | 6    |
| 6.   | Colombia  | 27  | 18 | 7  | 6  | 5  | 20 | 15 | 5    |
| 7.   | Bolivia   | 18  | 18 | 4  | 6  | 8  | 21 | 33 | –12  |
| 8.   | Perú      | 16  | 18 | 4  | 4  | 10 | 14 | 25 | –11  |
| 9.   | Venezuela | 16  | 18 | 5  | 1  | 12 | 18 | 44 | –26  |
| 10.  | Chile     | 12  | 18 | 3  | 3  | 12 | 15 | 27 | –12  |

### Partidos
| Fecha                   | Lugar        | Jornada |           | Resultado |           |
| ----------------------- | ------------ | ------- | --------- | --------- | --------- |
| 29 de marzo de 2000     | Buenos Aires | 1       | Argentina | 4:1 (2:1) | Chile     |
| 26 de abril de 2000     | Maracaibo    | 2       | Venezuela | 0:4 (0:2) | Argentina |
| 4 de junio de 2000      | Buenos Aires | 3       | Argentina | 1:0 (0:0) | Bolivia   |
| 29 de junio de 2000     | Bogotá       | 4       | Colombia  | 1:3 (1:2) | Argentina |
| 19 de julio de 2000     | Buenos Aires | 5       | Argentina | 2:0 (1:0) | Ecuador   |
| 26 de julio de 2000     | São Paulo    | 6       | Brasil    | 3:1 (2:1) | Argentina |
| 16 de agosto de 2000    | Buenos Aires | 7       | Argentina | 1:1 (0:0) | Paraguay  |
| 3 de septiembre de 2000 | Lima         | 8       | Perú      | 1:2 (0:2) | Argentina |
| 8 de octubre de 2000    | Buenos Aires | 9       | Argentina | 2:1 (2:0) | Uruguay   |
| 15 de noviembre de 2000 | Santiago     | 10      | Chile     | 0:2 (0:1) | Argentina |
| 28 de marzo de 2001     | Buenos Aires | 11      | Argentina | 5:0 (2:0) | Venezuela |
| 25 de abril de 2001     | La Paz       | 12      | Bolivia   | 3:3 (1:1) | Argentina |
| 3 de junio de 2001      | Buenos Aires | 13      | Argentina | 3:0 (3:0) | Colombia  |
| 16 de agosto de 2001    | Quito        | 14      | Ecuador   | 0:2 (0:2) | Argentina |
| 5 de septiembre de 2001 | Buenos Aires | 15      | Argentina | 2:1 (0:1) | Brasil    |
| 7 de octubre de 2001    | Asunción     | 16      | Paraguay  | 2:2 (0:0) | Argentina |
| 8 de noviembre de 2001  | Buenos Aires | 17      | Argentina | 2:0 (0:0) | Perú      |
| 14 de noviembre de 2001 | Montevideo   | 18      | Uruguay   | 1:1 (1:1) | Argentina |

### Goleadores
| #     | Jugador              | Anotado | PJ | Prom. | Jugada | Cabeza | Tiro libre | Penal |
| ----- | -------------------- | ------- | -- | ----- | ------ | ------ | ---------- | ----- |
| 1     | Hernán Crespo        | 9       | 12 | 0.75  | 7      | 1      |            | 1     |
| 2     | Gabriel Batistuta    | 5       | 5  | 1     | 3      | 1      | 1          |       |
|       | Juan Sebastián Verón | 5       | 16 | 0.31  | 2      |        | 2          | 1     |
|       | Claudio López        | 5       | 16 | 0.31  | 5      |        |            |       |
| 3     | Marcelo Gallardo     | 3       | 6  | 0.5   | 1      | 2      |            |       |
|       | Ariel Ortega         | 3       | 16 | 0.19  | 2      | 1      |            |       |
| 4     | Juan Pablo Sorín     | 2       | 14 | 0.14  | 2      |        |            |       |
|       | Walter Samuel        | 2       | 17 | 0.12  | 1      | 1      |            |       |
| 5     | Claudio Husaín       | 1       | 3  | 0.33  | 1      |        |            |       |
|       | Mauricio Pochettino  | 1       | 6  | 0.17  |        |        |            |       |
|       | Matías Almeyda       | 1       | 8  | 0.13  | 1      |        |            |       |
|       | Gustavo López        | 1       | 10 | 0.1   | 1      |        |            |       |
|       | Pablo Aimar          | 1       | 12 | 0.08  | 1      |        |            |       |
|       | Kily González        | 1       | 15 | 0.07  | 1      |        |            |       |
|       | Roberto Ayala        | 1       | 17 | 0.06  |        | 1      |            |       |
|       | En propia puerta     | 1       |    |       |        |        |            |       |
| Total | Total                | 42      | 18 | 2.33  | 28     | 7      | 3          | 2     |

## Preparación

### Partidos previos
Datos correspondientes al periodo entre la finalización de la Copa América 1999 y el inicio de la Copa Mundial de Fútbol de 2002
| Fecha                   | Lugar        | Competición         |            |                       | Resultado |                      |           |
| ----------------------- | ------------ | ------------------- | ---------- | --------------------- | --------- | -------------------- | --------- |
| 4 de septiembre de 1999 | Buenos Aires | Amistoso            | Argentina  | Bandera de Argentina  | 2:0 (1:0) | Bandera de Brasil    | Brasil    |
| 7 de septiembre de 1999 | Porto Alegre | Amistoso            | Brasil     | Bandera de Brasil     | 4:2 (2:1) | Bandera de Argentina | Argentina |
| 13 de octubre de 1999   | Córdoba      | Amistoso            | Argentina  | Bandera de Argentina  | 2:1 (1:0) | Bandera de Colombia  | Colombia  |
| 17 de noviembre de 1999 | Sevilla      | Amistoso            | España     | Bandera de España     | 0:2 (0:0) | Bandera de Argentina | Argentina |
| 23 de febrero de 2000   | Londres      | Amistoso            | Inglaterra | Bandera de Inglaterra | 0:0       | Bandera de Argentina | Argentina |
| 20 de diciembre de 2000 | Los Ángeles  | Amistoso            | México     | Bandera de México     | 0:2 (0:1) | Bandera de Argentina | Argentina |
| 28 de febrero de 2001   | Roma         | Amistoso            | Italia     | Bandera de Italia     | 1:2 (1:1) | Bandera de Argentina | Argentina |
| 13 de febrero de 2002   | Cardiff      | Amistoso            | Gales      | Bandera de Gales      | 1:1 (1:0) | Bandera de Argentina | Argentina |
| 27 de marzo de 2002     | Ginebra      | Amistoso            | Argentina  | Bandera de Argentina  | 2:2 (1:1) | Bandera de Camerún   | Camerún   |
| 17 de abril de 2002     | Stuttgart    | Amistoso            | Alemania   | Bandera de Alemania   | 0:1 (0:0) | Bandera de Argentina | Argentina |
| 23 de mayo de 2002      | Naraha       | Amistoso no oficial | K. Antlers | Bandera de Japón      | 1:5 (0:1) | Bandera de Argentina | Argentina |

Argentina Vs Brasil

#### Italia vs. Argentina
| 28 de febrero de 2001 | Italia    | 1:2 (1:1) | Argentina                 | Estadio Olímpico, Roma                                 |                                                        |
|                       | Fiore 25' | Reporte   | González 35' · Crespo 48' | Asistencia: 20 000 espectadores Árbitro(s): Alain Sars | Asistencia: 20 000 espectadores Árbitro(s): Alain Sars |

| Uniformes | Uniformes |
| --------- | --------- |
|           |           |

#### Gales vs. Argentina
| 13 de febrero de 2002 | Gales       | 1:1 (1:0) | Argentina | Millennium Stadium, Cardiff                             |                                                         |
|                       | Bellamy 34' | Reporte   | Cruz 61'  | Asistencia: 65 000 espectadores Árbitro(s): Paul McKeon | Asistencia: 65 000 espectadores Árbitro(s): Paul McKeon |

| Uniformes | Uniformes |
| --------- | --------- |
|           |           |

#### Argentina vs. Camerún
| 27 de marzo de 2002 | Argentina                    | 2:2 (1:1) | Camerún               | Stade des Charmilles, Ginebra                        |                                                      |
|                     | Verón 17' (pen.) · Aimar 63' | Reporte   | Eto'o 21' · Suffo 86' | Asistencia: 7 660 espectadores Árbitro(s): Urs Meier | Asistencia: 7 660 espectadores Árbitro(s): Urs Meier |

| Uniformes | Uniformes |
| --------- | --------- |
|           |           |

#### Alemania vs. Argentina
| 17 de abril de 2002 | Alemania | 0:1 (0:0) | Argentina | Gottlieb-Daimler-Stadion, Stuttgart                                |                                                                    |
|                     |          | Reporte   | Sorín 47' | Asistencia: 54 570 espectadores Árbitro(s): Manuel Mejuto González | Asistencia: 54 570 espectadores Árbitro(s): Manuel Mejuto González |

| Uniformes | Uniformes |
| --------- | --------- |
|           |           |

#### Kashima Antlers vs. Argentina
| 23 de mayo de 2002 | Kashima Antlers | 1:5 (0:1) | Argentina                                    | J-Village, Naraha                                      |                                                        |
|                    | Nozawa 47'      | Reporte   | Pochettino 4' · Batistuta 49', 60', 79', 80' | Asistencia: Sin espectadores Árbitro(s): Keich Ooigawa | Asistencia: Sin espectadores Árbitro(s): Keich Ooigawa |

| Uniformes | Uniformes |
| --------- | --------- |
|           |           |

## Uniforme

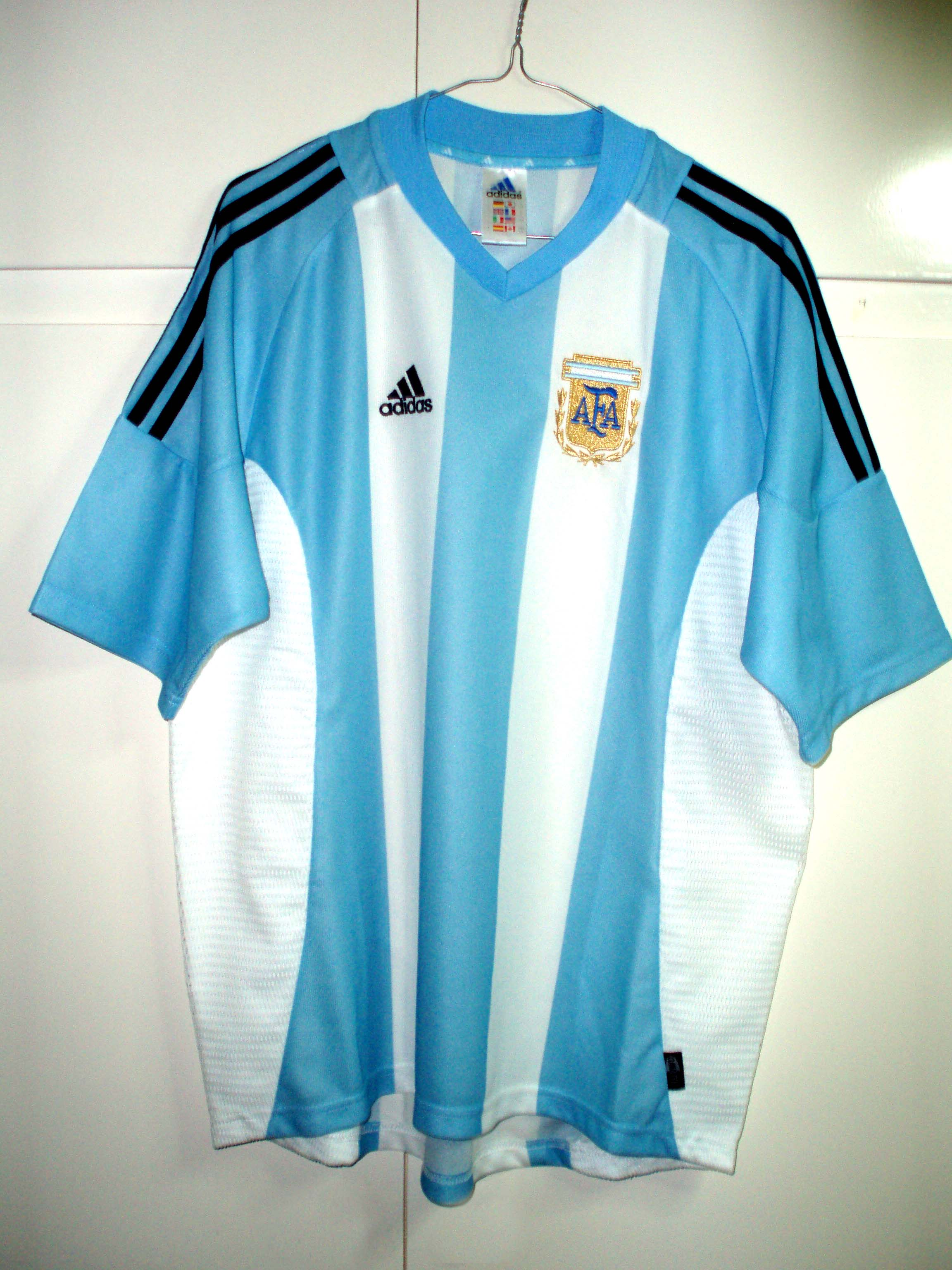
Camiseta titular diseñada por Adidas.

### Oficial

#### Manga corta
| Opción 1 | Opción 2 | Opción 3 | Opción 4 |

#### Manga larga
| Opción 1 | Opción 2 | Opción 3 | Opción 4 |

### Alternativo

#### Manga corta
| Opción 1 | Opción 2 | Opción 3 | Opción 4 |

#### Manga larga
| Opción 1 | Opción 2 | Opción 3 | Opción 4 |

### Portero

#### Manga corta
| Opción 1 | Opción 2 | Opción 3 |

#### Manga larga
| Opción 1 | Opción 2 | Opción 3 |

### Entrenamiento
|  |

### Cuerpo técnico
| Opción 1 | Opción 2 |

## Plantel

### Lista final
Antes del mundial, la AFA solicitó a la FIFA retirar el número 10, en honor a Diego Maradona, y que, por ese entonces, usaba Ariel Ortega, pasando a usar el número 24. Por exigencias de la FIFA, aquella solicitud fue rechazada, para no alterar el orden 1-23.
Datos correspondientes al día de inicio del torneo
| N.º |                                         | Nombre                   | Posición       | Edad    | PJ  | G  | Equipo              |
| --- | --------------------------------------- | ------------------------ | -------------- | ------- | --- | -- | ------------------- |
| 1   | Bandera de la Provincia de Buenos Aires | Germán Burgos            | Guardameta     | 33 años | 35  | 0  | Atlético de Madrid  |
| 12  | Bandera de la Provincia de Buenos Aires | Pablo Cavallero          | Guardameta     | 28 años | 8   | 0  | Celta de Vigo       |
| 23  | Bandera de la Provincia de Santa Fe     | Roberto Bonano           | Guardameta     | 32 años | 13  | 0  | Barcelona           |
| 2   | Bandera de la Provincia de Entre Ríos   | Roberto Ayala            | Defensa        | 29 años | 73  | 3  | Valencia            |
| 3   | Bandera de la Ciudad de Buenos Aires    | Juan Pablo Sorín         | Defensa        | 26 años | 35  | 6  | Cruzeiro            |
| 4   | Bandera de la Provincia de Santa Fe     | Mauricio Pochettino      | Defensa        | 30 años | 16  | 2  | Paris Saint-Germain |
| 6   | Bandera de la Provincia de Córdoba      | Walter Samuel            | Defensa        | 24 años | 28  | 2  | Roma                |
| 8   | Bandera de la Provincia de Buenos Aires | Javier Zanetti           | Defensa        | 28 años | 65  | 3  | Internazionale      |
| 13  | Bandera de la Ciudad de Buenos Aires    | Diego Placente           | Defensa        | 25 años | 6   | 0  | Bayer Leverkusen    |
| 22  | Bandera de la Provincia de Entre Ríos   | José Chamot              | Defensa        | 33 años | 41  | 2  | Milan               |
| 5   | Bandera de la Provincia de Buenos Aires | Matías Almeyda           | Centrocampista | 28 años | 33  | 1  | Parma               |
| 10  | Bandera de la Provincia de Jujuy        | Ariel Ortega             | Centrocampista | 28 años | 81  | 16 | River Plate         |
| 11  | Bandera de la Provincia de Buenos Aires | Juan Sebastián Verón 2.º | Centrocampista | 27 años | 46  | 8  | Manchester United   |
| 14  | Bandera de la Ciudad de Buenos Aires    | Diego Simeone            | Centrocampista | 32 años | 103 | 10 | Lazio               |
| 15  | Bandera de la Provincia de Buenos Aires | Claudio Husaín           | Centrocampista | 27 años | 12  | 1  | River Plate         |
| 16  | Bandera de la Provincia de Córdoba      | Pablo Aimar              | Centrocampista | 22 años | 16  | 2  | Valencia            |
| 17  | Bandera de la Provincia de Buenos Aires | Gustavo López            | Centrocampista | 29 años | 30  | 4  | Celta de Vigo       |
| 18  | Bandera de la Provincia de Santa Fe     | Cristian González        | Centrocampista | 27 años | 31  | 4  | Valencia            |
| 20  | Bandera de la Provincia de Buenos Aires | Marcelo Gallardo         | Centrocampista | 26 años | 42  | 14 | Mónaco              |
| 7   | Bandera de la Provincia de Córdoba      | Claudio López            | Delantero      | 27 años | 48  | 10 | Lazio               |
| 9   | Bandera de la Provincia de Santa Fe     | Gabriel Batistuta 3.º    | Delantero      | 33 años | 75  | 54 | Roma                |
| 19  | Bandera de la Provincia de Buenos Aires | Hernán Crespo            | Delantero      | 26 años | 33  | 17 | Lazio               |
| 21  | Bandera de la Provincia de Buenos Aires | Claudio Caniggia         | Delantero      | 35 años | 44  | 14 | Rangers             |
|     | Bandera de la Provincia de Santa Fe     | Marcelo Bielsa           | Entrenador     | 46 años |     |    |                     |

#### Jugadores por liga
| Liga                      | Jugadores aportados |
| ------------------------- | ------------------- |
| Serie A                   | 8                   |
| Primera División          | 7                   |
| Ligue 1                   | 2                   |
| Primera División          | 2                   |
| Brasileirão               | 1                   |
| Bundesliga                | 1                   |
| Premier League            | 1                   |
| Premier League de Escocia | 1                   |

#### Jugadores por provincia
| Provincia       | Jugadores aportados |
| --------------- | ------------------- |
| Buenos Aires    | 10                  |
| Santa Fe        | 4                   |
| Capital Federal | 3                   |
| Córdoba         | 3                   |
| Entre Ríos      | 2                   |
| Jujuy           | 1                   |

### Cuerpo técnico
| · Cuerpo técnico      | · Cuerpo técnico                       |
| --------------------- | -------------------------------------- |
| Entrenador:           | Marcelo Bielsa                         |
| Asistentes:           | Claudio Vivas Javier Torrente          |
| Preparadores físicos: | Luis María Bonini Lorenzo Buenaventura |

### Capitanía

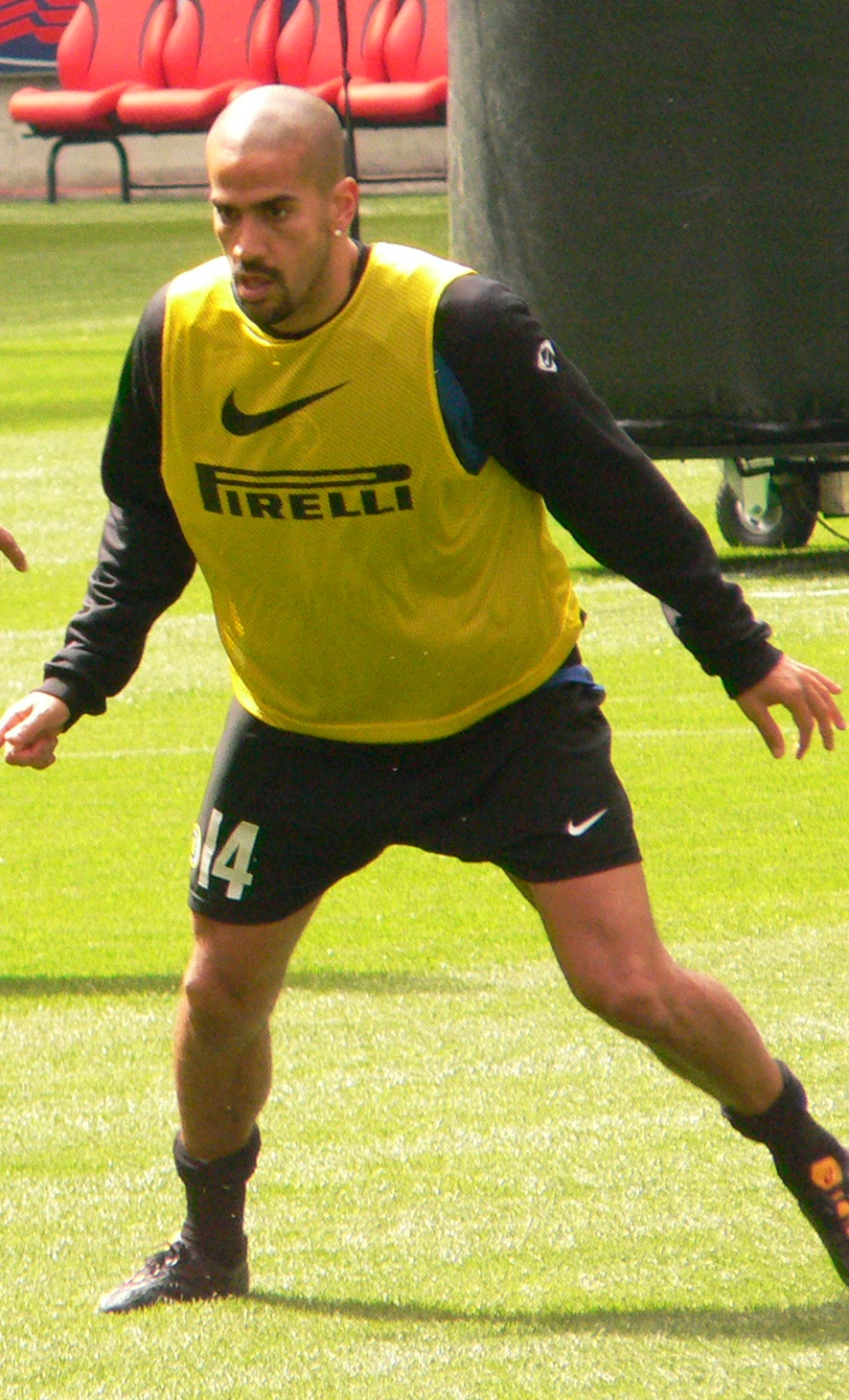
Verón, capitán del equipo argentino.

Con la llegada de Marcelo Bielsa a la selección argentina en 1998, la cinta de capitán fue utilizada por Roberto Ayala en la Copa América 1999 y por Roberto Sensini en las eliminatorias mundialistas. Tras el retiro de Sensini en 2000, Ayala se adueñó de la cinta de capitán por el resto de las eliminatorias y para el mundial, pero ya en la junta mundialista y debido a una lesión que sufrió en el calentamiento precompetitivo frente a Nigeria a minutos de iniciar el partido, debió salir del once titular. Juan Sebastián Verón fungió como capitán frente a Nigeria e Inglaterra. El tercer partido frente a Suecia, fue Batistuta quien portó la cinta.

## Participación
- Los horarios corresponden a la hora local de Corea del Sur y Japón (UTC+9).

### Partidos
| Fecha       | Lugar   | Instancia      |           |                      | Resultado |                       |            |
| ----------- | ------- | -------------- | --------- | -------------------- | --------- | --------------------- | ---------- |
| 2 de junio  | Kashima | Fase de grupos | Argentina | Bandera de Argentina | 1:0 (0:0) | Bandera de Nigeria    | Nigeria    |
| 7 de junio  | Sapporo | Fase de grupos | Argentina | Bandera de Argentina | 0:1 (0:1) | Bandera de Inglaterra | Inglaterra |
| 12 de junio | Rifu    | Fase de grupos | Suecia    | Bandera de Suecia    | 1:1 (0:0) | Bandera de Argentina  | Argentina  |

### Fase de grupos - Grupo F
| Selección  | Pts | PJ | PG | PE | PP | GF | GC | Dif |
| ---------- | --- | -- | -- | -- | -- | -- | -- | --- |
| Suecia     | 5   | 3  | 1  | 2  | 0  | 4  | 3  | 1   |
| Inglaterra | 5   | 3  | 1  | 2  | 0  | 2  | 1  | 1   |
| Argentina  | 4   | 3  | 1  | 1  | 1  | 2  | 2  | 0   |
| Nigeria    | 1   | 3  | 0  | 1  | 2  | 1  | 3  | −2  |

|  | Clasificados a los octavos de final. |

#### Argentina vs. Nigeria
| 2 de junio, 14:30 | Argentina     | 1:0 (0:0) | Nigeria | Estadio de Kashima, Kashima                                  |                                                              |
|                   | Batistuta 63' | Reporte   |         | Asistencia: 34 050 espectadores Árbitro(s): Gilles Veissière | Asistencia: 34 050 espectadores Árbitro(s): Gilles Veissière |

| 12         | Guardameta     | Pablo Cavallero      |     |
| 4          | Defensa        | Mauricio Pochettino  |     |
| 6          | Defensa        | Walter Samuel        |     |
| 13         | Defensa        | Diego Placente       |     |
| 3          | Centrocampista | Juan Pablo Sorín     |     |
| 8          | Centrocampista | Javier Zanetti       |     |
| 10         | Centrocampista | Ariel Ortega         |     |
| 11         | Centrocampista | Juan Sebastián Verón | 78' |
| 14         | Centrocampista | Diego Simeone        |     |
| 7          | Delantero      | Claudio López        | 46' |
| 9          | Delantero      | Gabriel Batistuta    | 81' |
| Entrenador | Entrenador     | Marcelo Bielsa       |     |

| 1          | Guardameta     | Ike Shorunmu        |     |
| 3          | Defensa        | Celestine Babayaro  |     |
| 5          | Defensa        | Isaac Okoronkwo     |     |
| 6          | Defensa        | Taribo West         |     |
| 16         | Defensa        | Efe Sodje           | 73' |
| 2          | Centrocampista | Joseph Yobo         |     |
| 10         | Centrocampista | Jay-Jay Okocha      |     |
| 11         | Centrocampista | Garba Lawal         |     |
| 4          | Delantero      | Nwankwo Kanu        | 48' |
| 9          | Delantero      | Bartholomew Ogbeche |     |
| 17         | Delantero      | Julius Aghahowa     |     |
| Entrenador | Entrenador     | Festus Onigbinde    |     |

| 18 | Centrocampista | Cristian González | 46' |
| 16 | Centrocampista | Pablo Aimar       | 78' |
| 19 | Delantero      | Hernán Crespo     | 81' |

| 7  | Centrocampista | Pius Ikedia         | 48' |
| 15 | Centrocampista | Justice Christopher | 73' |

| Anotado | 63' | Gabriel Batistuta | 1:0 |

| Amonestado | 51' | Walter Samuel |
| Amonestado | 90' | Diego Simeone |

| Amonestado | 73' | Efe Sodje |

| Árbitro             | Gilles Veissière |
| Árbitros asistentes | Frédéric Arnault |
| Árbitros asistentes | Heiner Müller    |
| Cuarto árbitro      | Markus Merk      |

| 12         | Guardameta     | Pablo Cavallero      |     |
| 4          | Defensa        | Mauricio Pochettino  |     |
| 6          | Defensa        | Walter Samuel        |     |
| 13         | Defensa        | Diego Placente       |     |
| 3          | Centrocampista | Juan Pablo Sorín     |     |
| 8          | Centrocampista | Javier Zanetti       |     |
| 10         | Centrocampista | Ariel Ortega         |     |
| 11         | Centrocampista | Juan Sebastián Verón | 78' |
| 14         | Centrocampista | Diego Simeone        |     |
| 7          | Delantero      | Claudio López        | 46' |
| 9          | Delantero      | Gabriel Batistuta    | 81' |
| Entrenador | Entrenador     | Marcelo Bielsa       |     |

| 1          | Guardameta     | Ike Shorunmu        |     |
| 3          | Defensa        | Celestine Babayaro  |     |
| 5          | Defensa        | Isaac Okoronkwo     |     |
| 6          | Defensa        | Taribo West         |     |
| 16         | Defensa        | Efe Sodje           | 73' |
| 2          | Centrocampista | Joseph Yobo         |     |
| 10         | Centrocampista | Jay-Jay Okocha      |     |
| 11         | Centrocampista | Garba Lawal         |     |
| 4          | Delantero      | Nwankwo Kanu        | 48' |
| 9          | Delantero      | Bartholomew Ogbeche |     |
| 17         | Delantero      | Julius Aghahowa     |     |
| Entrenador | Entrenador     | Festus Onigbinde    |     |

| 18 | Centrocampista | Cristian González | 46' |
| 16 | Centrocampista | Pablo Aimar       | 78' |
| 19 | Delantero      | Hernán Crespo     | 81' |

| 7  | Centrocampista | Pius Ikedia         | 48' |
| 15 | Centrocampista | Justice Christopher | 73' |

| Anotado | 63' | Gabriel Batistuta | 1:0 |

| Amonestado | 51' | Walter Samuel |
| Amonestado | 90' | Diego Simeone |

| Amonestado | 73' | Efe Sodje |

| Árbitro             | Gilles Veissière |
| Árbitros asistentes | Frédéric Arnault |
| Árbitros asistentes | Heiner Müller    |
| Cuarto árbitro      | Markus Merk      |

| Estadísticas      | Bandera de Argentina | Bandera de Nigeria |
| Tiros             | 20                   | 7                  |
| Tiros a puerta    | 9                    | 2                  |
| Tiros en el palo  | 0                    | 0                  |
| Faltas            | 16                   | 20                 |
| Saques de esquina | 11                   | 4                  |
| Penaltis          | 0                    | 0                  |
| Fueras de juego   | 1                    | 3                  |
| Posesión de balón | 56%                  | 44%                |

#### Argentina vs. Inglaterra
| 7 de junio, 20:30 | Argentina | 0:1 (0:1) | Inglaterra         | Domo de Sapporo, Sapporo                                      |                                                               |
|                   |           | Reporte   | Beckham 44' (pen.) | Asistencia: 35 927 espectadores Árbitro(s): Pierluigi Collina | Asistencia: 35 927 espectadores Árbitro(s): Pierluigi Collina |

| 12         | Guardameta     | Pablo Cavallero      |     |
| 4          | Defensa        | Mauricio Pochettino  |     |
| 6          | Defensa        | Walter Samuel        |     |
| 13         | Defensa        | Diego Placente       |     |
| 3          | Centrocampista | Juan Pablo Sorín     |     |
| 8          | Centrocampista | Javier Zanetti       |     |
| 10         | Centrocampista | Ariel Ortega         |     |
| 11         | Centrocampista | Juan Sebastián Verón | 46' |
| 14         | Centrocampista | Diego Simeone        |     |
| 9          | Delantero      | Gabriel Batistuta    | 60' |
| 18         | Delantero      | Kily González        | 64' |
| Entrenador | Entrenador     | Marcelo Bielsa       |     |

| 1          | Guardameta     | David Seaman        |     |
| 2          | Defensa        | Danny Mills         |     |
| 3          | Defensa        | Ashley Cole         |     |
| 5          | Defensa        | Rio Ferdinand       |     |
| 6          | Defensa        | Sol Campbell        |     |
| 7          | Centrocampista | David Beckham       |     |
| 8          | Centrocampista | Paul Scholes        |     |
| 18         | Centrocampista | Owen Hargreaves     | 19' |
| 21         | Centrocampista | Nicky Butt          |     |
| 10         | Delantero      | Michael Owen        | 80' |
| 11         | Delantero      | Emile Heskey        | 54' |
| Entrenador | Entrenador     | Sven-Göran Eriksson |     |

| 16 | Centrocampista | Pablo Aimar   | 46' |
| 19 | Delantero      | Hernán Crespo | 60' |
| 7  | Delantero      | Claudio López | 64' |

| 4  | Centrocampista | Trevor Sinclair  | 19' |
| 17 | Delantero      | Teddy Sheringham | 54' |
| 14 | Defensa        | Wayne Bridge     | 80' |

| Anotado · Penal | 44' | David Beckham | 1:0 |

| Amonestado | 13' | Gabriel Batistuta |

| Amonestado | 29' | Ashley Cole  |
| Amonestado | 50' | Emile Heskey |

| Árbitro             | Pierluigi Collina |
| Árbitros asistentes | Héctor Vergara    |
| Árbitros asistentes | Mohamed Saeed     |
| Cuarto árbitro      | Brian Hall        |

| 12         | Guardameta     | Pablo Cavallero      |     |
| 4          | Defensa        | Mauricio Pochettino  |     |
| 6          | Defensa        | Walter Samuel        |     |
| 13         | Defensa        | Diego Placente       |     |
| 3          | Centrocampista | Juan Pablo Sorín     |     |
| 8          | Centrocampista | Javier Zanetti       |     |
| 10         | Centrocampista | Ariel Ortega         |     |
| 11         | Centrocampista | Juan Sebastián Verón | 46' |
| 14         | Centrocampista | Diego Simeone        |     |
| 9          | Delantero      | Gabriel Batistuta    | 60' |
| 18         | Delantero      | Kily González        | 64' |
| Entrenador | Entrenador     | Marcelo Bielsa       |     |

| 1          | Guardameta     | David Seaman        |     |
| 2          | Defensa        | Danny Mills         |     |
| 3          | Defensa        | Ashley Cole         |     |
| 5          | Defensa        | Rio Ferdinand       |     |
| 6          | Defensa        | Sol Campbell        |     |
| 7          | Centrocampista | David Beckham       |     |
| 8          | Centrocampista | Paul Scholes        |     |
| 18         | Centrocampista | Owen Hargreaves     | 19' |
| 21         | Centrocampista | Nicky Butt          |     |
| 10         | Delantero      | Michael Owen        | 80' |
| 11         | Delantero      | Emile Heskey        | 54' |
| Entrenador | Entrenador     | Sven-Göran Eriksson |     |

| 16 | Centrocampista | Pablo Aimar   | 46' |
| 19 | Delantero      | Hernán Crespo | 60' |
| 7  | Delantero      | Claudio López | 64' |

| 4  | Centrocampista | Trevor Sinclair  | 19' |
| 17 | Delantero      | Teddy Sheringham | 54' |
| 14 | Defensa        | Wayne Bridge     | 80' |

| Anotado · Penal | 44' | David Beckham | 1:0 |

| Amonestado | 13' | Gabriel Batistuta |

| Amonestado | 29' | Ashley Cole  |
| Amonestado | 50' | Emile Heskey |

| Árbitro             | Pierluigi Collina |
| Árbitros asistentes | Héctor Vergara    |
| Árbitros asistentes | Mohamed Saeed     |
| Cuarto árbitro      | Brian Hall        |

| Estadísticas      | Bandera de Argentina | Bandera de Inglaterra |
| Tiros             | 11                   | 11                    |
| Tiros a puerta    | 5                    | 6                     |
| Tiros en el palo  | 0                    | 1                     |
| Faltas            | 21                   | 20                    |
| Saques de esquina | 9                    | 3                     |
| Penaltis          | 0                    | 1 (1)                 |
| Fueras de juego   | 6                    | 2                     |
| Posesión de balón | 65%                  | 35%                   |

#### Suecia vs. Argentina
| 12 de junio, 15:30 | Suecia          | 1:1 (0:0) | Argentina  | Estadio de Miyagi, Rifu                                 |                                                         |
|                    | A. Svensson 59' | Reporte   | Crespo 88' | Asistencia: 45 777 espectadores Árbitro(s): Ali Bujsaim | Asistencia: 45 777 espectadores Árbitro(s): Ali Bujsaim |

| 1            | Guardameta     | Magnus Hedman                  |     |
| 2            | Defensa        | Olof Mellberg                  |     |
| 4            | Defensa        | Johan Mjällby                  |     |
| 15           | Defensa        | Andreas Jakobsson              |     |
| 16           | Defensa        | Teddy Lučić                    |     |
| 6            | Centrocampista | Tobias Linderoth               |     |
| 7            | Centrocampista | Niclas Alexandersson           |     |
| 8            | Centrocampista | Anders Svensson                | 68' |
| 17           | Centrocampista | Magnus Svensson                |     |
| 10           | Delantero      | Marcus Allbäck                 | 46' |
| 11           | Delantero      | Henrik Larsson                 | 88' |
| Entrenadores | Entrenadores   | Lars Lagerbäck Tommy Söderberg |     |

| 12         | Guardameta     | Pablo Cavallero     |     |
| 4          | Defensa        | Mauricio Pochettino |     |
| 6          | Defensa        | Walter Samuel       |     |
| 22         | Defensa        | José Chamot         |     |
| 3          | Centrocampista | Juan Pablo Sorín    | 63' |
| 5          | Centrocampista | Matías Almeyda      | 63' |
| 8          | Centrocampista | Javier Zanetti      |     |
| 16         | Centrocampista | Pablo Aimar         |     |
| 10         | Delantero      | Ariel Ortega        |     |
| 7          | Delantero      | Claudio López       |     |
| 9          | Delantero      | Gabriel Batistuta   | 58' |
| Entrenador | Entrenador     | Marcelo Bielsa      |     |

| 22 | Delantero      | Andreas Andersson  | 46' |
| 18 | Centrocampista | Mattias Jonson     | 68' |
| 21 | Delantero      | Zlatan Ibrahimović | 88' |

| 19 | Delantero      | Hernán Crespo        | 58' |
| 11 | Centrocampista | Juan Sebastián Verón | 63' |
| 18 | Centrocampista | Cristian González    | 63' |

| Anotado | 59' | Anders Svensson | 1:0 |

| Anotado | 88' | Hernán Crespo | 1:1 |

| Amonestado | 65' | Magnus Svensson |
| Amonestado | 78' | Henrik Larsson  |

| Expulsado  | 45+2' | Claudio Caniggia |
| Amonestado | 55'   | José Chamot      |
| Amonestado | 58'   | Matías Almeyda   |
| Amonestado | 75'   | Kily González    |

| Árbitro             | Ali Bujsaim       |
| Árbitros asistentes | Heiner Müller     |
| Árbitros asistentes | Michael Raggonath |
| Cuarto árbitro      | Peter Prendergast |

| 1            | Guardameta     | Magnus Hedman                  |     |
| 2            | Defensa        | Olof Mellberg                  |     |
| 4            | Defensa        | Johan Mjällby                  |     |
| 15           | Defensa        | Andreas Jakobsson              |     |
| 16           | Defensa        | Teddy Lučić                    |     |
| 6            | Centrocampista | Tobias Linderoth               |     |
| 7            | Centrocampista | Niclas Alexandersson           |     |
| 8            | Centrocampista | Anders Svensson                | 68' |
| 17           | Centrocampista | Magnus Svensson                |     |
| 10           | Delantero      | Marcus Allbäck                 | 46' |
| 11           | Delantero      | Henrik Larsson                 | 88' |
| Entrenadores | Entrenadores   | Lars Lagerbäck Tommy Söderberg |     |

| 12         | Guardameta     | Pablo Cavallero     |     |
| 4          | Defensa        | Mauricio Pochettino |     |
| 6          | Defensa        | Walter Samuel       |     |
| 22         | Defensa        | José Chamot         |     |
| 3          | Centrocampista | Juan Pablo Sorín    | 63' |
| 5          | Centrocampista | Matías Almeyda      | 63' |
| 8          | Centrocampista | Javier Zanetti      |     |
| 16         | Centrocampista | Pablo Aimar         |     |
| 10         | Delantero      | Ariel Ortega        |     |
| 7          | Delantero      | Claudio López       |     |
| 9          | Delantero      | Gabriel Batistuta   | 58' |
| Entrenador | Entrenador     | Marcelo Bielsa      |     |

| 22 | Delantero      | Andreas Andersson  | 46' |
| 18 | Centrocampista | Mattias Jonson     | 68' |
| 21 | Delantero      | Zlatan Ibrahimović | 88' |

| 19 | Delantero      | Hernán Crespo        | 58' |
| 11 | Centrocampista | Juan Sebastián Verón | 63' |
| 18 | Centrocampista | Cristian González    | 63' |

| Anotado | 59' | Anders Svensson | 1:0 |

| Anotado | 88' | Hernán Crespo | 1:1 |

| Amonestado | 65' | Magnus Svensson |
| Amonestado | 78' | Henrik Larsson  |

| Expulsado  | 45+2' | Claudio Caniggia |
| Amonestado | 55'   | José Chamot      |
| Amonestado | 58'   | Matías Almeyda   |
| Amonestado | 75'   | Kily González    |

| Árbitro             | Ali Bujsaim       |
| Árbitros asistentes | Heiner Müller     |
| Árbitros asistentes | Michael Raggonath |
| Cuarto árbitro      | Peter Prendergast |

| Estadísticas      | Bandera de Suecia | Bandera de Argentina |
| Tiros             | 5                 | 14                   |
| Tiros a puerta    | 3                 | 4                    |
| Tiros en el palo  | 1                 | 0                    |
| Faltas            | 20                | 15                   |
| Saques de esquina | 3                 | 13                   |
| Penaltis          | 0                 | 1 (0)                |
| Fueras de juego   | 1                 | 8                    |
| Posesión de balón | 35%               | 65%                  |

## Estadísticas

### Goleadores
| #     | Jugador           | Anotado | PJ | Prom. | Jugada | Cabeza | Tiro libre | Penal |
| ----- | ----------------- | ------- | -- | ----- | ------ | ------ | ---------- | ----- |
| 1     | Gabriel Batistuta | 1       | 3  | 0.33  |        | 1      |            |       |
|       | Hernán Crespo     | 1       | 3  | 0.33  | 1      |        |            |       |
| Total | Total             | 2       | 3  | 0.67  | 1      | 1      | 0          | 0     |

### Asistencias
| #     | Jugador              | Asistencia | Jugada | Cabeza | Tiro libre | Saque de esquina |
| ----- | -------------------- | ---------- | ------ | ------ | ---------- | ---------------- |
| 1     | Juan Sebastián Verón | 1          |        |        |            | 1                |
| Total | Total                | 1          | 0      | 0      | 0          | 1                |

### Tarjetas disciplinarias

#### Fase de grupos
| #     | Jugador           | Amonestado | Otorgado · Expulsado | Expulsado | Sanción |
| ----- | ----------------- | ---------- | -------------------- | --------- | ------- |
| 1     | Claudio Caniggia  | 0          | 0                    | 1         |         |
|       | Diego Simeone     | 1          | 0                    | 0         |         |
|       | Gabriel Batistuta | 1          | 0                    | 0         |         |
|       | José Chamot       | 1          | 0                    | 0         |         |
|       | Kily González     | 1          | 0                    | 0         |         |
|       | Matías Almeyda    | 1          | 0                    | 0         |         |
|       | Walter Samuel     | 1          | 0                    | 0         |         |
| Total | Total             | 6          | 0                    | 1         |         |